# Пивневка (Луганская область)
Пивневка (укр. Півнівка) — село в Меловском районе Луганской области Украины. Входит в Зориковский сельский совет.

## История
Являлась казенной слободой Зориковской волости Старобельского уезда Харьковской губернии Российской империи.
В 1924 году селение вошло в состав Меловского района Ворошиловградской области.
В ходе Великой Отечественной войны с лета 1942 до 18 декабря 1942 года находилось под немецкой оккупацией. Пивневка была первым населённым пунктом, освобождённым на территории Украины в ходе успешного контрнаступления Красной армии в Сталинградской битве.
Население по переписи 2001 года составляло 426 человек.

## Местный совет
92523, Луганська обл., Міловський р-н, с. Зориківка, вул. Совєтська, 37  (укр.)